# Trochetiopsis melanoxylon
Trochetiopsis melanoxylon är en malvaväxtart som först beskrevs av R. Brown och Aiton f., och fick sitt nu gällande namn av W. Marais. Trochetiopsis melanoxylon ingår i släktet Trochetiopsis och familjen malvaväxter. Inga underarter finns listade i Catalogue of Life.